# Докато ваканцията ни раздели
„Докато ваканцията ни раздели“ (на английски: Vacation Friends) е американска комедия от 2021 година на режисьора Клей Тарвър, който е съсценарист на филма, заедно с Том и Тим Мълън, Джонатан Голдщайн и Джон Франсис Дейли. Във филма участват  Лил Рел Хауъри, Джон Сина, Ивон Орджи, Мередит Хагнър, Робърт Уисдъм, Лин Уитфийлд и Андрю Бачелор.
„Докато ваканцията ни раздели“ е пуснат от Hulu на 27 август 2021 г.
През септември 2021 г. 20th Century Studios обяви, че заглавието озаглавено Honeymoon Friends е в разработка с главния актьорски състав и режисьора Клей Тарвър, които ще се завърнат.